# Веселове (Крупський район)
Веселове (біл. вёска Веселово) — село в складі Крупського району Мінської області, Білорусь. Село підпорядковане Холопеницькій сільській раді, розташоване в східній частині області.